# Казалгранде
Казалгранде (итал. Casalgrande) је насеље у Италији у округу Ређо Емилија, региону Емилија-Ромања.
Према процени из 2011. у насељу је живело 7451 становника. Насеље се налази на надморској висини од 108 м.

## Становништво
| 1951. | 1961. | 1971.  | 1981.  | 1991.  | 2001.  | 2011.  |
| ----- | ----- | ------ | ------ | ------ | ------ | ------ |
| 8.148 | 8.339 | 11.551 | 13.382 | 13.269 | 14.226 | 18.635 |

## Партнерски градови
- Дунакеси